# Berberis levis
Berberis levis är en berberisväxtart som beskrevs av Adrien René Franchet. Berberis levis ingår i släktet berberisar, och familjen berberisväxter. Inga underarter finns listade i Catalogue of Life.